# Hydrillodes mediochracea
Hydrillodes mediochracea là một loài bướm đêm trong họ Noctuidae.